# Гауэрн
Гауэрн (нем. Gauern) — община в Германии, в земле Тюрингия. 
Входит в состав района Грайц. Подчиняется управлению Лендерек.  Население составляет 129 человек (на 31 декабря 2010 года). Занимает площадь 3,66 км².